# Джефферсон-Девіс (парафія)
Шаблон:StateAbbr_ 30°14′33″ пн. ш. 92°40′24″ зх. д. / 30.2425° пн. ш. 92.673333333333° зх. д.
Округ  Джефферсон-Девіс (англ. Jefferson Davis Parish) — округ (парафія) у штаті  Луїзіана, США. Ідентифікатор округу 22053.

## Історія
Парафія утворена 1912 року.

## Демографія
За даними перепису 
2000 року 
загальне населення округу становило 31435 осіб, зокрема міського населення було 16144, а сільського — 15291.
Серед мешканців округу чоловіків було 15109, а жінок — 16326. В окрузі було 11480 домогосподарств, 8525 родин, які мешкали в 12824 будинках.
Середній розмір родини становив 3,18.
Віковий розподіл населення поданий у таблиці:
| Стать    | До 15 років | 15-21 | 22-29 | 30-39 | 40-49 | 50-65 | 65-85 | Понад 85 |
| -------- | ----------- | ----- | ----- | ----- | ----- | ----- | ----- | -------- |
| Чоловіки | 3861        | 1746  | 1367  | 2066  | 2144  | 2179  | 1618  | 128      |
| Жінки    | 3715        | 1656  | 1577  | 2224  | 2282  | 2441  | 2120  | 311      |

## Суміжні округи
- Аллен — північ
- Еванджелін — північний схід
- Акадія — схід
- Вермільйон — південний схід
- Камерон — південь
- Калкасьє — захід
- Борегард — північний захід

## Виноски
1. ↑  U.S. Decennial Census. United States Census Bureau. Архів оригіналу за 26 квітня 2015. Процитовано 1 вересня 2014.
2. ↑  Historical Census Browser. University of Virginia Library. Архів оригіналу за 11 серпня 2012. Процитовано 1 вересня 2014.
3. ↑  Population of Counties by Decennial Census: 1900 to 1990. United States Census Bureau. Архів оригіналу за 15 вересня 2014. Процитовано 1 вересня 2014.
4. ↑  Census 2000 PHC-T-4. Ranking Tables for Counties: 1990 and 2000 (PDF). United States Census Bureau. Архів оригіналу (PDF) за 18 грудня 2014. Процитовано 1 вересня 2014.
5. ↑  State & County QuickFacts. United States Census Bureau. Архів оригіналу за 19 червня 2011. Процитовано 9 серпня 2013.(англ.) Наведено за англійською вікіпедією.
6. ↑  American FactFinder. Бюро перепису населення США. Архів оригіналу за 21 травня 2008. Процитовано 31 січня 2008.

| США | Це незавершена стаття з географії США. Ви можете допомогти проєкту, виправивши або дописавши її. |